# Підпал

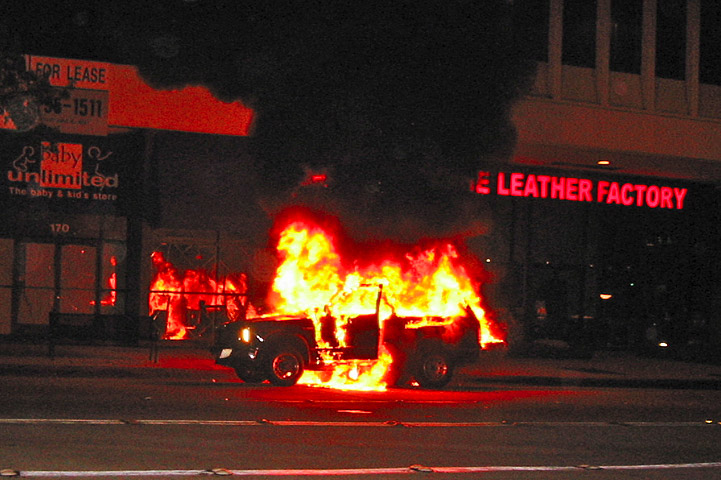
Підпалений автомобіль

Підпа́л вимоваⓘ — дія, яка призводять до загоряння споруди чи майна (незалежно від того, встигли погасити пожежу чи ні, навіть коли об'єкт у такому разі залишився непошкодженим).
Хоча підпал зазвичай стосується будівель, цей термін також може стосуватися навмисного підпалу інших об'єктів, таких як транспортні засоби, плавзасоби або ліси. Злочин, як правило, класифікується як тяжкий, а випадки, пов'язані з більшим ступенем ризику для людського життя або майна, передбачають суворіше покарання. Підпал, що призвів до загибелі людини, може додатково переслідуватися як ненавмисне вбивство або вбивство. Поширеним мотивом підпалу є шахрайство зі страхуванням. У таких випадках особа знищує власне майно, спалюючи його, а потім бреше про причину, щоб отримати відшкодування за своїм страховим полісом.

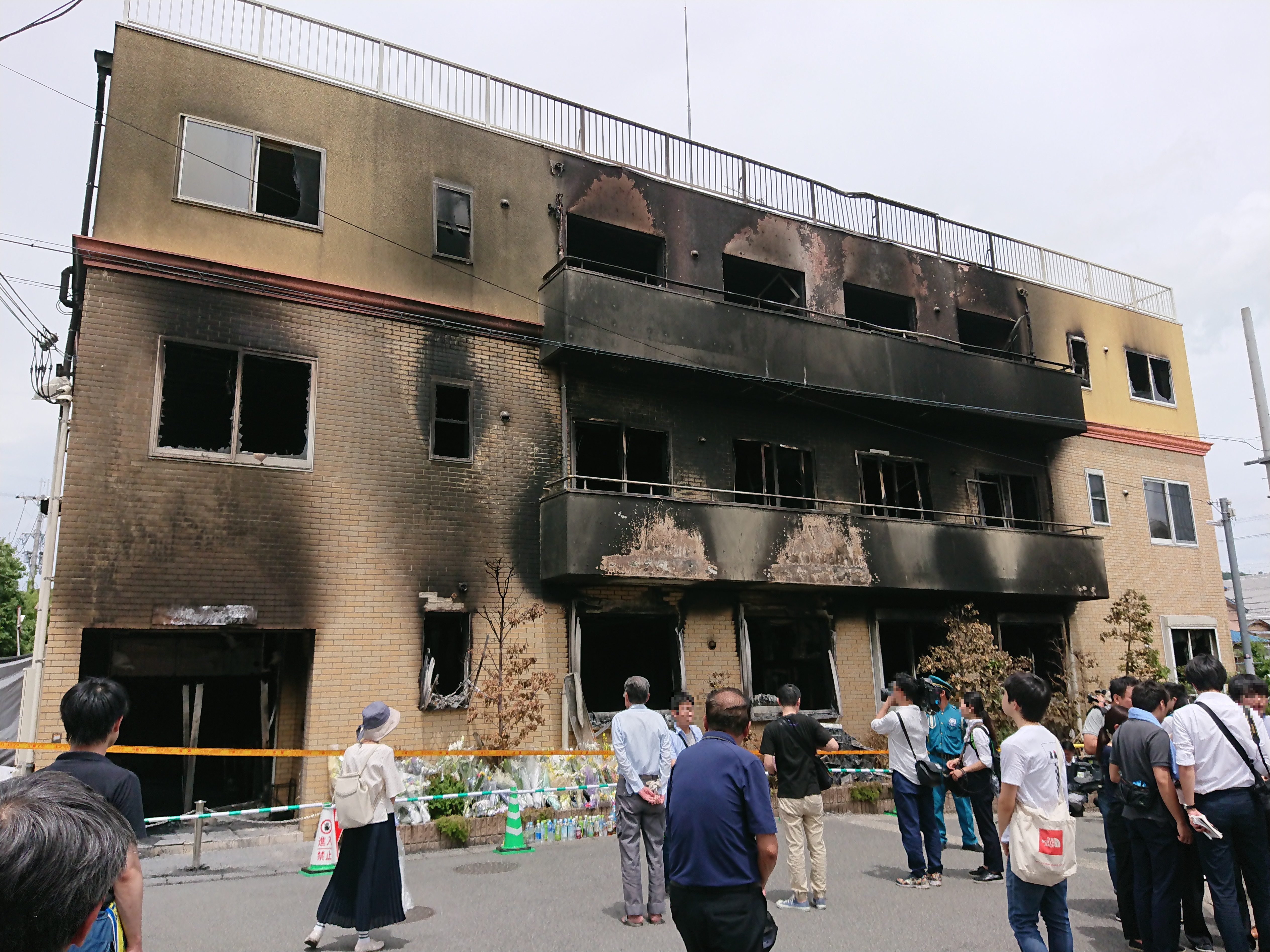
Залишки Kyoto Animation після того, як її підпалив палій. 18 липня 2019 року

Особа, яка вчиняє підпал, називається палієм, або серійним палієм, якщо підпал було вчинено кілька разів. Палії зазвичай використовують прискорювач (наприклад, бензин або гас) для запалювання, розпалювання та спрямування вогню, а виявлення та ідентифікація залишків займистої рідини (ЗЗР) є важливою частиною розслідування пожеж.
Піроманія — це розлад імпульсного контролю, що характеризується патологічним розпалюванням пожеж. Більшість актів підпалу вчиняються не піроманами.

## Етимологія
Термін походить від старофранцузького arsoun (кінець 13 століття), старофранцузького arsion, від пізньолатинського ārsiōnem "горіння", від дієслова ardēre, "горіти".
Давньоанглійський термін був bærnet, букв. "спалення"; і Едвард Коук має звинувачення у підпалі (1640). Палій з 1864 року.

## Визначення підпалів в законодавстві України
Про підпали, як один з видів руйнації майна, йдеться у таких статтях Кримінального кодексу України.
- Стаття 113. Диверсія
- Стаття 1941. Умисне пошкодження об'єктів електроенергетики
- Стаття 195. Погроза знищення майна
- Стаття 2391. Незаконне заволодіння ґрунтовим покривом (поверхневим шаром) земель
- Стаття 2401. Незаконне видобування, збут, придбання, передача, пересилання, перевезення, переробка бурштину
- Стаття 253. Проектування чи експлуатація споруд без систем захисту довкілля
- Стаття 258. Терористичний акт
- Стаття 259. Завідомо неправдиве повідомлення про загрозу безпеці громадян, знищення чи пошкодження об'єктів власності
- Стаття 295. Заклики до вчинення дій, що загрожують громадському порядку
- Стаття 347. Умисне знищення або пошкодження майна працівника правоохоронного органу, працівника органу державної виконавчої служби чи приватного виконавця
- Стаття 3471. Умисне знищення або пошкодження майна журналіста
- Стаття 352. Умисне знищення або пошкодження майна службової особи чи громадянина, який виконує громадський обов'язок
- Стаття 378. Умисне знищення або пошкодження майна судді, народного засідателя чи присяжного
- Стаття 399. Умисне знищення або пошкодження майна захисника чи представника особи
- Стаття 411. Умисне знищення або пошкодження військового майна

## Відомі випадки підпалу
- Підпал Рейхстагу